# 新垣未希
新垣 未希（あらがき みき、1983年 - ）は、日本の囲碁インストラクターである。

## 人物
日本棋院東京本院所属の新垣武九段の長女として1983年に東京都に生まれ、7歳から囲碁を始めた。
藤村女子中学校・高等学校在学中には囲碁部に所属し、全国高校囲碁選手権大会の個人戦（女子の部）では1998年に行われた第22回大会で優勝、翌年の第23回大会では準優勝し、更に2000年の第24回大会では再び優勝した。また、個人戦で準優勝であった1999年の第23回大会では、団体戦で優勝している。
高校卒業後に進学した早稲田大学教育学部では社会学を専攻するとともに早稲田大学囲碁会に所属、第37回全日本女子学生囲碁選手権で優勝、さらに2002年（平成14年）の春季関東学生囲碁リーグ戦女子I部（団体戦）でも優勝している。また、大学時代に始めたスカッシュは趣味となった。
2001年からはスカイパーフェクTV!・囲碁・将棋チャンネルに聞き手として出演した。また、2004年には第40回全日本女子学生囲碁選手権で優勝、同年に大学を卒業した。
2011年からは、司会聞き手として溝上知親とともに囲碁の時間（NHK教育）にも出演している。
新垣の実妹である新垣望も囲碁インストラクターであり、共同でブログ 『未希＆望の囲碁Blog』を公開していたこともあるほか、 スカパーHDの番組、『街角囲碁教室 -新垣姉妹と楽しく学ぼう』には姉妹で出演している。